# Клонтарф (Міннесота)
Клонтарф (англ. Clontarf) — місто (англ. city) в США, в окрузі Свіфт штату Міннесота. Населення — 128 осіб (2020).

## Географія
Клонтарф розташований за координатами 45°22′44″ пн. ш. 95°40′46″ зх. д. / 45.37889° пн. ш. 95.67944° зх. д. (45.378909, -95.679457).  За даними Бюро перепису населення США в 2010 році місто мало площу 5,21 км², з яких 5,09 км² — суходіл та 0,12 км² — водойми.

## Демографія
Згідно з переписом 2010 року, у місті мешкали 164 особи в 64 домогосподарствах у складі 46 родин. Густота населення становила 32 особи/км².  Було 69 помешкань (13/км²).
Расовий склад населення:
| - 99,4 % — білих - 0,6 % — азіатів |

До двох чи більше рас належало 0,0 %. Частка іспаномовних становила 2,4 % від усіх жителів.
За віковим діапазоном населення розподілялося таким чином: 23,2 % — особи молодші 18 років, 64,6 % — особи у віці 18—64 років, 12,2 % — особи у віці 65 років та старші. Медіана віку мешканця становила 42,5 року. На 100 осіб жіночої статі у місті припадало 137,7 чоловіків;  на 100 жінок у віці від 18 років та старших — 137,7 чоловіків також старших 18 років.
Середній дохід на одне домашнє господарство  становив 54 698 доларів США (медіана — 47 500), а середній дохід на одну сім'ю — 72 238 доларів (медіана — 74 500). За межею бідності перебувало 2,4 % осіб, у тому числі 0,0 % дітей у віці до 18 років та 13,0 % осіб у віці 65 років та старших.
Цивільне працевлаштоване населення становило 79 осіб. Основні галузі зайнятості: виробництво — 20,3 %, сільське господарство, лісництво, риболовля — 12,7 %, транспорт — 11,4 %, оптова торгівля — 11,4 %.